# Bruce Beckham
Bruce Beckham (znany także pod pseudonimem Billy Frank; ur. 6 listopada 1971 w Cleveland) – amerykański aktor pornograficzny i aktywista ruchu LGBT.

## Życiorys

### Wczesne lata
Urodził się i dorastał w Cleveland w Midwest Ohio. Został adoptowany w bardzo młodym wieku i nigdy nie poznał swojego biologicznego ojca. Wychowywał się w rodzinie o wartościach chrześcijańskich ewangelicznych. Przed okresem dojrzewania był kształcony na chrześcijanina i uczęszczał do prywatnej szkoły religijnej. Kiedy zaczął odkrywać prawdę na temat swojego homoseksualizmu, odszedł od planu bycia chrześcijańskim ewangelistą, ku rozczarowaniu rodziców. Podjął pracę jako barman w klubie gejowskim w Cleveland. Kiedy pracował w Nowym Jorku, poznał aktora filmów porno Matthew Rusha. 

### Kariera
Karierę w branży pornograficznej rozpoczął w 2004, mając 33 lata. Zadebiutował przed kamerami pod pseudonimem Billy Frank w produkcji Blue Blake Cowboy Rides Again (2004) w scenie na ranczo z Robertem Van Damme, z którym wystąpił jeszcze w Big Blue Productions Young Gods (2005). W tym czasie był także barmanem w klubie gejowskim The Abbey w West Hollywood, więc udział w produkcjach porno traktował bardziej jako hobby.
Wkrótce zmienił swój pseudonim artystyczny na Bruce Beckham, który został zainspirowany postacią piłkarza Davida Beckhama, wielokrotnie uznawanego za „największy symbol seksu”. 
Po pierwszym spotkaniu na Manhattanie z Michaelem Lucasem, podpisał kontrakt na wyłączność z wytwórnią Lucas Entertainment i zagrał postać Bobby’ego w filmie Niebezpieczne związki Michaela Lucasa (Michael Lucas' Dangerous Liaisons, 2005), gdzie wystąpiły takie gwiazdy jak Boy George, Bruce Vilanch, Amanda Lepore, Michael Musto, Graham Norton, Lady Bunny i RuPaul. Wziął też udział w filmie Tony’ego DiMarco i RuPaula Lucas Encounters: The Heat of the Moment (2006).
W 2008 zawiesił karierę, ponieważ wówczas dorabiał w restauracji, która upadła finansowo. Niedługo po tym podjął decyzję o powrocie do grania w filmach erotycznych.
W marcu 2016 powrócił do branży porno. Występował w filmach takich wytwórni jak Pride Studios, Titan Men, Raging Stallion czy Men. 
Pisał także artykuły dla magazynu „Instinct”.
4 października 2017 w nowojorskiej restauracji Tijuana Picnic z kuchnią meksykańską, wspólnie z Boomerem Banksem, był współorganizatorem akcji charytatywnej magazynu „Paper” w Nowym Jorku i zbiórki pieniędzy dla mieszkańców Meksyku, dotkniętych przez silne trzęsienie ziemi, a pieniądze zebrane podczas wydarzenia trafiły do Diego Luny i Gaela Garcíi Bernala.
W 2019 za rolę profesora Studly w produkcji Naked Sword Slutty Professor (2018) w reż. Chi Chi LaRue i Mr Pama został uhonorowany statuetką GayVN w kategorii „Najlepszy aktor drugoplanowy” i Str8UpGayPorn Award w kategorii „Najlepszy aktor drugoplanowy”.

## Życie prywatne
W grudniu 2017, po wpisie aktorki porno August Ames w serwisie społecznościowym Twitter, iż nie chce wspólnie występować z aktorami, którzy mają za sobą występy w filmach erotycznych dla homoseksualistów, Ames padła ofiarą fali cyberprzemocy, która zdaniem jej bliskich mogła być przyczyną jej samobójstwa. Wśród autorów postów był także Bruce Beckham, który napisał na Twitterze, że nigdy nie życzył jej niczego złego, a nazwał ją homofobką ze względu na jej ignorancję i uprzedzenia, a zaatakowana popełniła samobójstwo, podczas gdy cała społeczność homoseksualna spotyka się z takim odbiorem codziennie.
Wspólnie z takimi wykonawcami gejowskiego porno jak Jason Vario, Boomer Banks, Adam Ramzi, Austin Wolf, Levi Karter, Max Konnor i Alex Mecum zachęcał publicznie Amerykanów do głosowania 6 listopada 2018 w wyborach do Kongresu Stanów Zjednoczonych.
W 2019 wspierał hollywoodzką fundację Stand Up For Pits i zachęcał do adopcji psów.
Jest weganem.

## Nagrody i nominacje
| Rok  | Nagroda                 | Film                                             | Kategoria                       | Inni wykonawcy         | Rezultat  |
| ---- | ----------------------- | ------------------------------------------------ | ------------------------------- | ---------------------- | --------- |
| 2017 | Str8UpGayPorn Award     | Najlepszy aktor drugoplanowy                     | Cauke for Free (2016)           | –                      | Nominacja |
| 2017 | Str8UpGayPorn Award     | Wybór widzów: Ulubiona gwiazda gejowskiego porno | –                               | –                      | Nominacja |
| 2017 | Str8UpGayPorn Award     | Najlepszy powrót do gejowskiego porno            | –                               | –                      | Nominacja |
| 2017 | Grabby Award            | Najlepszy aktor                                  | Destroyer (2016)                | –                      | Nominacja |
| 2017 | Grabby Award            | Najlepszy aktor uniwersalny                      | –                               | –                      | Nominacja |
| 2017 | Grabby Award            | Najgorętszy aktyw                                | –                               | –                      | Nominacja |
| 2017 | Grabby Award            | Najgorętszy penis                                | –                               | –                      | Nominacja |
| 2017 | Grabby Award            | Męski mężczyzna                                  | –                               | –                      | Nominacja |
| 2017 | Grabby Award            | Wykonawca roku                                   | –                               | –                      | Nominacja |
| 2017 | Grabby Award            | Najgorętsza zmiana pozycji                       | Buff & Scruff (2016)            | Wesley Woods           | Nominacja |
| 2017 | Grabby Award            | Najlepszy triolizm                               | Primal (2016)                   | Josh Conners i FX Rios | Nominacja |
| 2018 | GayVN Award             | Najlepsza scena seksu w duecie                   | Stopover in Bonds Corner (2017) | David Anthony          | Nominacja |
| 2018 | GayVN Award             | Najlepsza scena seksu fetyszu                    | Beards (2017)                   | Alex Mecum             | Nominacja |
| 2018 | GayVN Award             | Wykonawca roku                                   | –                               | –                      | Nominacja |
| 2018 | GayVN Award             | Nagroda fanów – Ulubiony tatuś                   | –                               | –                      | Nominacja |
| 2018 | Grabby Award            | Najgorętsza zmiana pozycji                       | Demolition (2017)               | Eric Nero              | Nominacja |
| 2018 | XBIZ Award              | Gejowski wykonawca roku                          | –                               | –                      | Nominacja |
| 2018 | Str8UpGayPorn Award     | Najlepszy aktor drugoplanowy                     | Slutty Professor (2018)         | –                      | Wygrana   |
| 2019 | GayVN Award             | Najlepszy aktor drugoplanowy                     | Slutty Professor (2018)         | –                      | Wygrana   |
| 2019 | XBIZ Award              | Gejowski wykonawca roku                          | –                               | –                      | Nominacja |
| 2019 | Grabby Awards           | Najlepszy aktor uniwersalny                      | –                               | –                      | Nominacja |
| 2019 | Grabby Awards           | Najlepszy aktor                                  | Stranded                        | –                      | Nominacja |
| 2019 | Grabby Awards           | Najlepszy duet                                   | Stranded                        | Damien Stone           | Wygrana   |
| 2019 | Grabby Awards           | Najgorętszy rimming                              | Slutty Professor (2018)         | Justin Brody           | Nominacja |
| 2019 | Grabby Awards           | Najlepszy aktor wspierający                      | Slutty Professor (2018)         | –                      | Wygrana   |
| 2019 | Nagroda portalu Pornhub | Najlepszy tatusiowy wykonawca                    | -                               | -                      | Nominacja |